# Diplodus cervinus
Il sarago faraone (Diplodus cervinus Lowe, 1838) è un pesce osseo marino appartenente alla famiglia Sparidae.

## Descrizione
La sagoma è simile a quella degli altri saraghi ma le labbra sono più grandi. La colorazione invece è inconfondibile: argentata con 5-6 large fasce nere che arrivano quasi al ventre, più larghe degli spazi chiari interposti. 

È il gigante tra i saraghi mediterranei ed arriva sino a 55 cm di lunghezza, per 2,7 kg di peso.

## Biologia

### Alimentazione
Specie onnivora, si nutre di piante acquatiche e piccoli invertebrati.

## Distribuzione e habitat
È una specie diffusa nell'Oceano Atlantico  nord-orientale e nel mar Mediterraneo; è assai più diffuso lungo le coste nordafricane rispetto a quelle europee. In Italia è raro, è leggermente più comune in Sicilia. 

Vive su fondi rocciosi fino a circa 200 m.

## Tassonomia
In passato oltre alla sottospecie nominale, venivano riconosciute altre due sottospecie: Diplodus cervinus hottentotus (presente nell'Attlasntico sud-orientale) e D. c. omanensis (presente nell'Oceano Indiano). Queste sono ora riconosciute come specie a sé stanti (rispettivamente Diplodus hottentotus e  Diplodus omanensis).

## Pesca
Avviene, occasionalmente, con le stesse modalità degli altri saraghi più comuni. Le carni sono apprezzate ma sembra che in determinate condizioni il pesce, mentre viene cucinato, possa emettere uno sgradevole odore che comunque sparisce dopo pochi minuti di cottura.